# حساء
الحَساء  أو الشوربة أو الشربة، هي ضرب من الأغذية يكون طهيه بوضع أنواع من الخضروات في ماء مغلي حتى يمتص مكوناتها، ومن الحساء أنواع كثيرة تختلف باختلاف الشعوب. يخلط أحياناً بينها وبين المرق، إلا أن المرق تكون نسبة اللحم فيه أكبر من الخضروات، وغالباً ما يقدم بدون اللحم بعد أن تكون قد امتصت فوائده.

## أصل التسمية
تُشتق الشوربا بشكل مختلف من الكلمة العربية «الشُّرْبَةُ» وتعني «المرق» أو من المصطلح الفارسي شوربا من شور («مالح، مَسُوس») وآب، ما («ماء / يخنة») أو من كلمة افتراضية مشابهة مشتركة بين العربية والفارسية
.
تسمى (بالعربية: شوربة، الأمهرية: ሾርባ)، شورفا (أوزبكي: шўрва)، شوروا (البشتو: شوروا)، شوربا (البلغارية: чорба)، سوربا (الصربية الكرواتية)، سِوربا (الرومانية: ciorbă)، شوربا (الروسية: шурпа)، شوربا (الأويغورية: شورپا، шорпа)، كوربا (التركية: çorba)، شوربو (القيرغيزية: шорпо) وسوربا (الكازاخية: сорпа). في شبه القارة الهندية، المصطلح شوربا باللغة الهندية (शोरबा) تعني ببساطة المرق. إنه طبق مغولي وله أشكال نباتية مثل شوربة الطماطم.

## معرص الصور

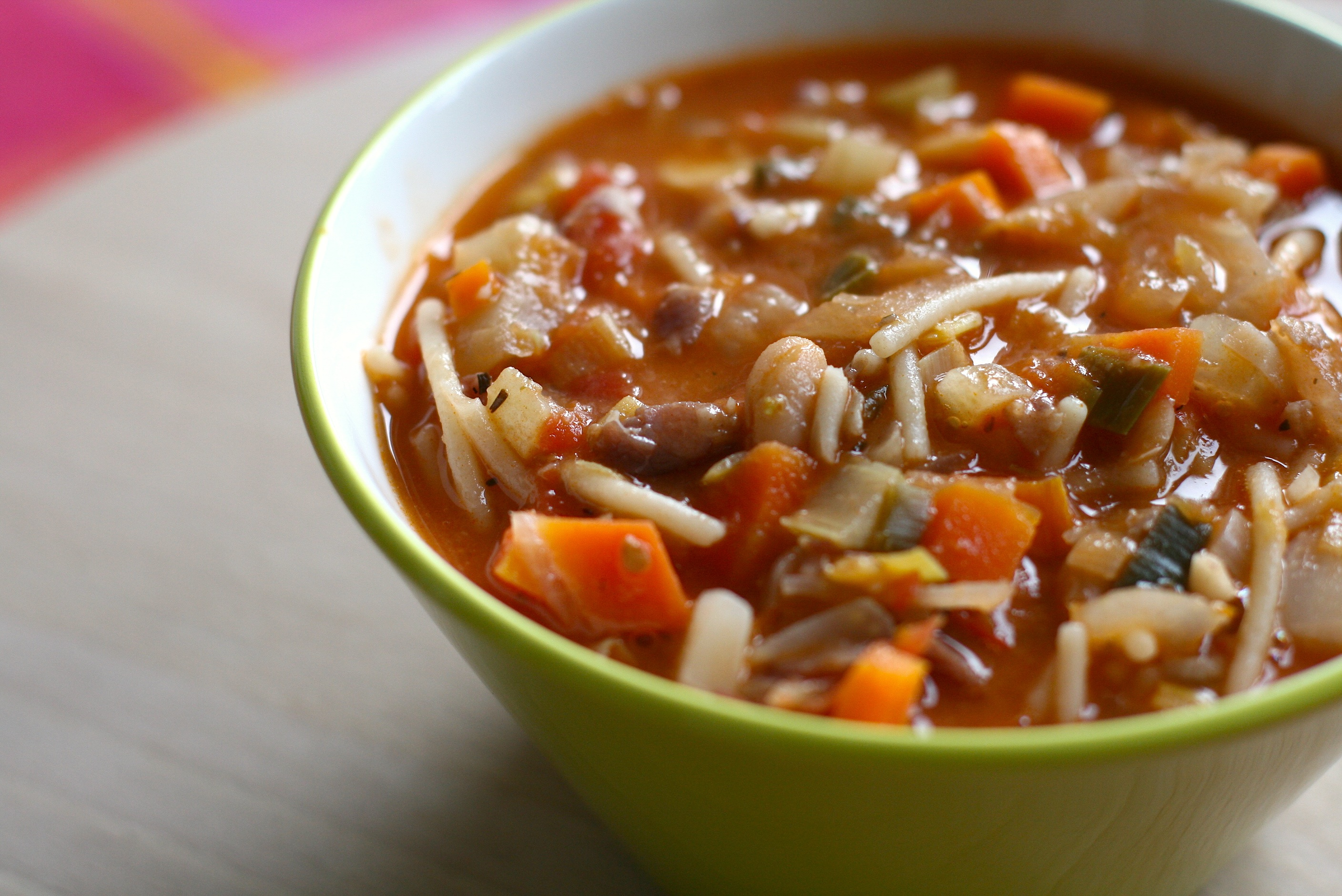
حساء مكون من الخضراوات
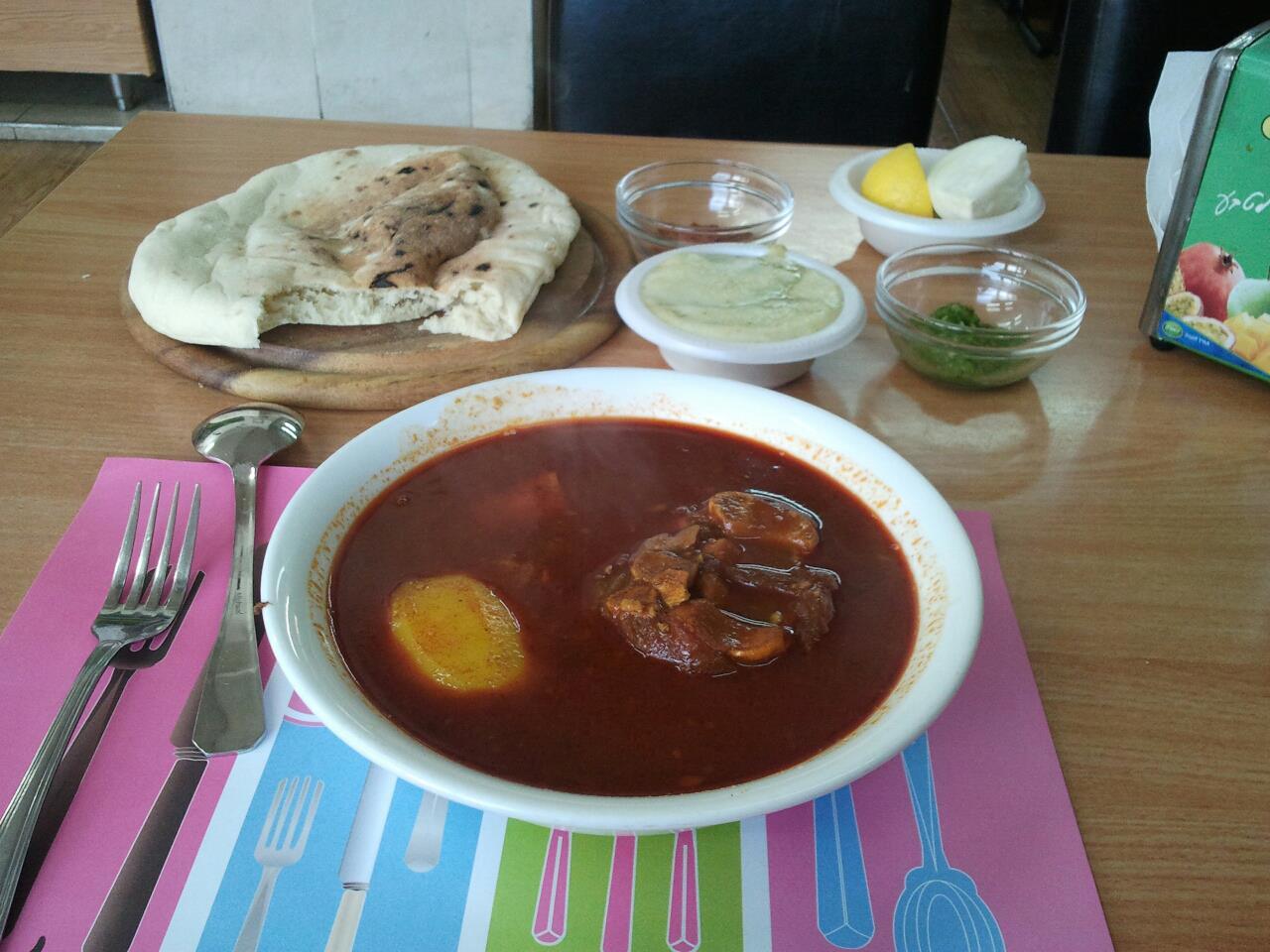
حساء لحم البقر من اليمن.
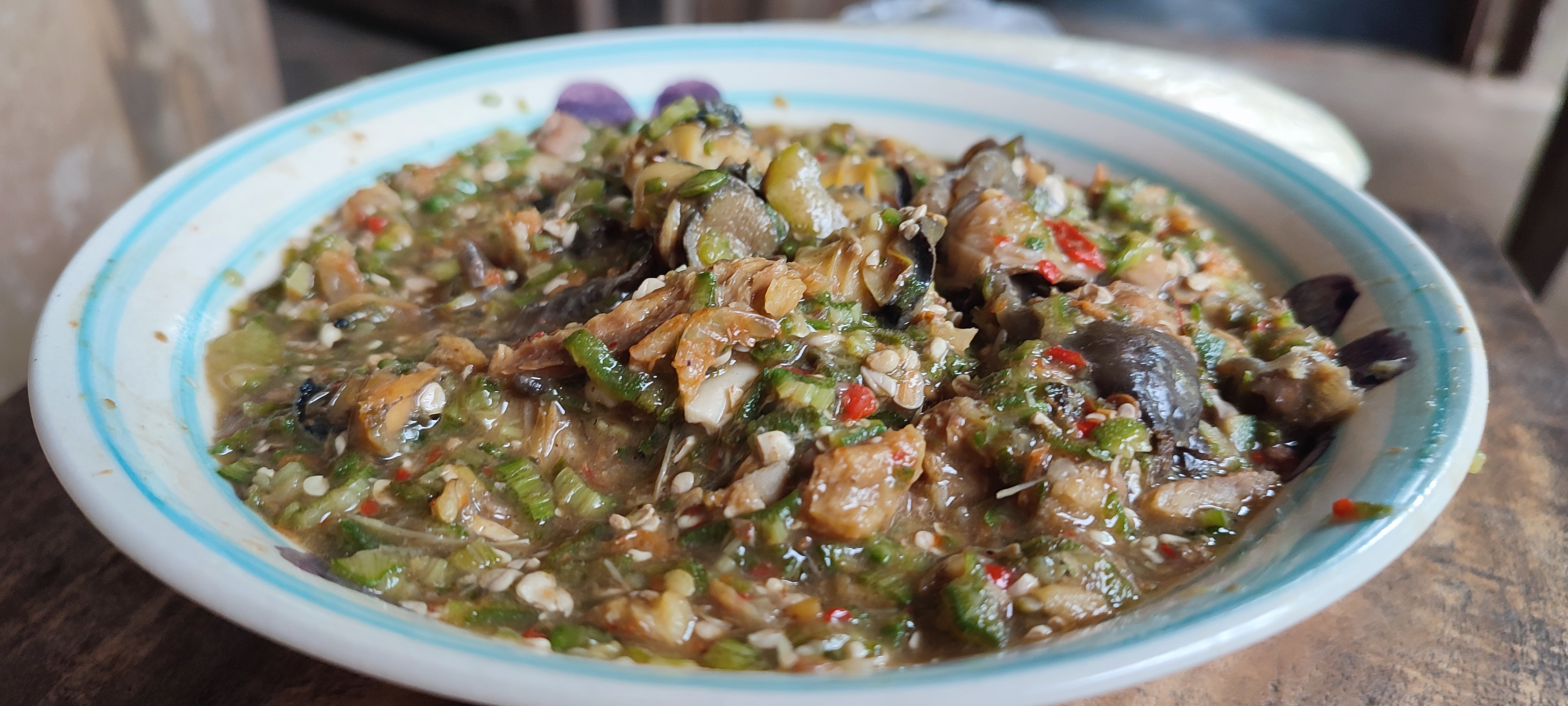
حساء خضراوات
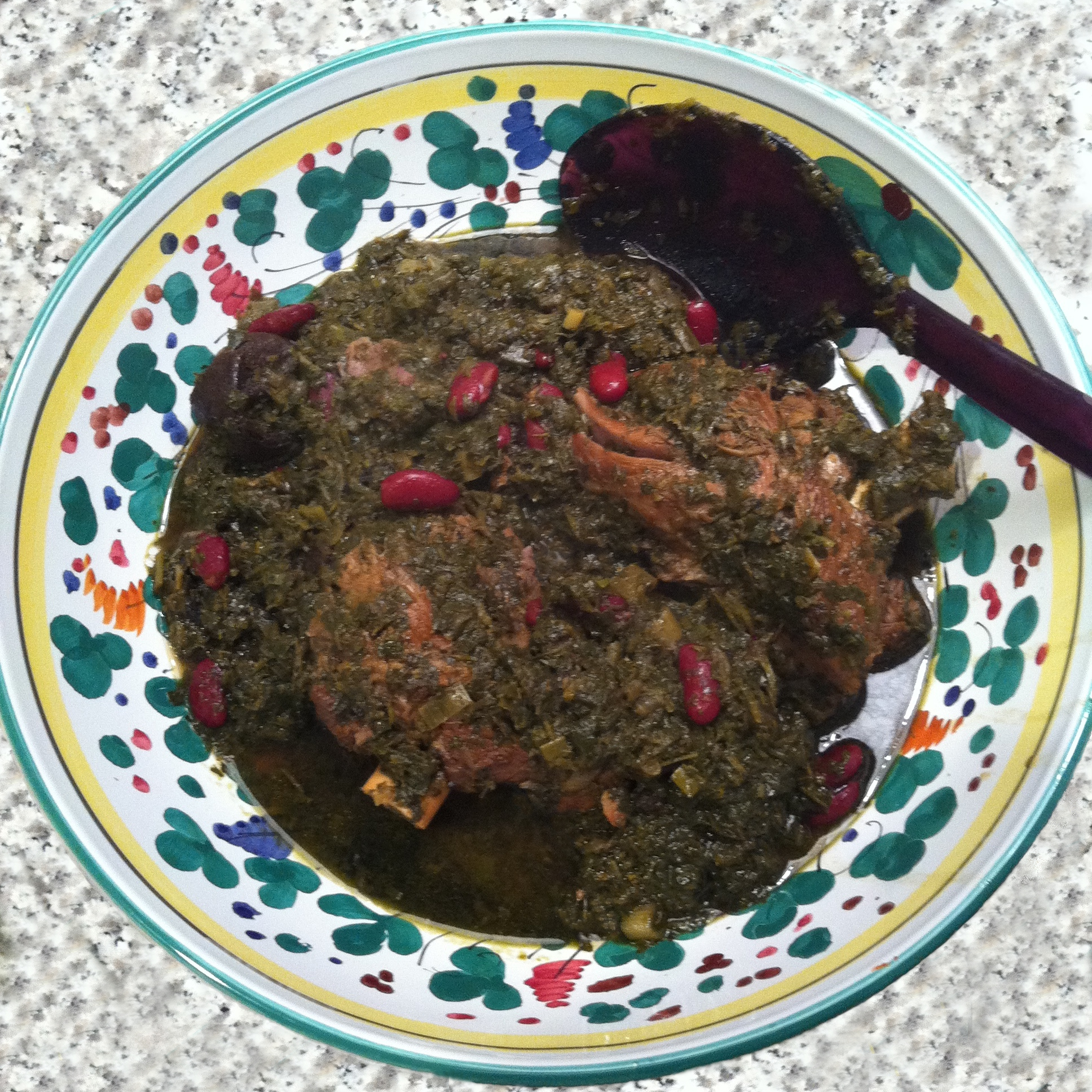
قورمه سبزي المعروفة بمرق الشبزي

## تاريخ
عرف الحساء منذ القدم وتشير الحفريات إلى أن تاريخه قد يرجع إلى نحو 20000 عام قبل الميلاد، وكان يحضر في أوعية مصنوعة من جلود الحيوانات أو لحاء الأشجار أو في سلال مجدولة من القصب بحيث تمنع تسرب الماء قبل ابتكار الأواني الطينية المقاومة للماء، ويطهى باستخدام الصخور الساخنة.
عرف العرب في شبه الجزيرة العربية نوعًا من الطعام يسمى الثريد كان يحضر بغمس الخبز المفتت واللحم في مرق لحوم الماعز والأغنام ونحوه، يصنع الثريد الآن في الإمارات العربية المتحدة ودول الخليج العربي من نفس المكونات بالإضافة إلى خضروات مثل البطاطس والبصل والجزر والكوسة والطماطم والفلفل.
احتوى أول كتاب للطهي نشر في الولايات المتحدة الامريكية على يد ويليام باركس في مدينة ويليامزبرغ بولاية فيرجينيا في عام 1742 على فصل كامل لوصفات أنواع مختلفة من الحساء ماخوذة عن ربة بيت تدعى إليزا سميث، أما أول كتيب طهي أمريكي مخصص لوصفات أنواع الحساء فقد نشرته إيما إوينج في عام 1882.
كانت وصفات الطهي الأمريكية تعتمد بشكل كبير على وصفات المطبخ الإنجليزي إلى أن توافد المهاجرون من مختلف بلدان أوروبا ونقلوا معهم وصفات الطهي الوطنية في دولهم والتي تضمنت أنواعًا مختلفة من الحساء إلى المجتمع الجديد، فاشتهر المهاجرون الألمان الذين يعيشون في ولاية بنسلفانيا على سبيل المثال بصنع حساء البطاطس، كما اشتهر المهاجر الفرنسي جان بابتيست جيلبرت بأمير الحساء بعد أن افتتح مطعمًا في مدينة بوسطن قدم فيه أنواع الحساء الفرنسية في عام 1794.

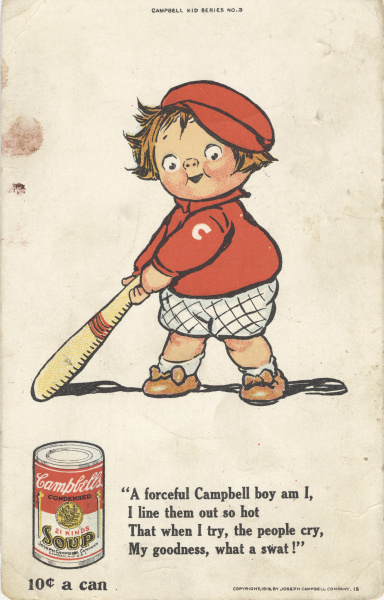
إعلان لحساء كامبل المعلب يعود إلى عام 1913

ظهر الحساء المجفف لأول مرة في القرن الثامن عشر، وكان يصنع بسلق اللحم المبهر في الماء حتى يتحول الماء إلى سائل دهني سميك قليلًا يحتوي على خلاصة ودهون مذاق اللحم ثم يبرد السائل ويجفف كي يصلح للتخزين لفترات أطول. ومنذ القرن التاسع عشر أصبح الحساء المجفف سلعة رائجة في المتاجر والأسواق نظرًا لتطور صناعات التعليب والتغليف. ويعد حساء طماطم كامبل المعلب الذي ظهرت لأول مرة في عام 1897، وحساء كريمة الفطر، وحساء المعكرونة بالدجاج الذان قدما لأول مرة في عام 1934 من أكثر أنواع الحساء المعلبة شعبية في الولايات المتحدة الأمريكية بحيث يستهلك الأمريكيون نحو 2.5 مليار وعاء من أنواع الحساء المعلبة الثلاثة وحدها كل عام.

## أشهر أنواع الشوربات
- شوربة البصل.
- شوربة الطماطم.
- شوربة الدجاج.
- شوربة العدس.
- شوربة السبانخ.
- شوربة الفطر.
- شوربة الإيما.[13][14]
- شوربة شعير.

## أنواع الحساء حول العالم
يقدم الحساء في العديد من البلدان كما في المطبخ الفرنسي على سبيل المثال في بداية الوجبات قبل الأطباق الأخرى كفاتح للشهية.

### في آسيا
تتباين أنواع الحساء فمنها ما يقدم ساخنًا ومنها ما يفضل تناوله باردًا، ومنها ما يكون ذو مذاق حلو مثل أنواع حساء التونج سوي في الصين. ومن أشهر أنواع الحساء الأسيوية ما يلي:
حساء الشيروكو: وهو حساء ياباني يصنع من فاصوليا الأزوكي.
حساء التشى: وهو حساء فييتنامي الأصل يقدم كحلوى ويصنع من السكر وحليب جوز الهند، مع العديد من العديد من المكونات الإضافية منها القلقاس والكسافا وفاصوليا الأزوكي، وفول المونج والجاك فروت والدوريان.
حساء الجيناتان: هو حساء فلبيني الأصل يصنوع من حليب جوز الهند مع الفواكه، ويمكن تناوله ساخنًا أو باردًا حسب الرغبة.